# Stranger Things
Stranger Things – amerykański serial telewizji internetowej, łączący elementy przygodowe z horrorem i science fiction. Został stworzony dla platformy Netflix przez braci Dufferów, będących jego showrunnerami.
Akcja serialu osadzona jest w latach 80. w amerykańskim stanie Indiana, a formą i treścią nawiązuje do popkultury tamtego okresu, w tym także do twórczości Stevena Spielberga, Johna Carpentera, Stephena Kinga, Roba Reinera, George’a Lucasa, Ridleya Scotta i Jamesa Camerona. Światowa premiera serialu miała miejsce 15 lipca 2016 na platformie Netflix. Stranger Things zostało pozytywnie przyjęte przez krytyków, chwalących przede wszystkim stylizację na lata 80., klimat, aktorstwo, reżyserię, scenariusz oraz liczne nawiązania do filmów z lat 80.

## Fabuła

### Sezon 1
W nocy 6 listopada 1983, w Hawkins w stanie Indiana, w tajemniczych okolicznościach znika dwunastoletni Will Byers. Jego matka, Joyce, chce za wszelką cenę odnaleźć syna, część mieszkańców uważa jednak, że oszalała. Komendant miejscowej policji, Jim Hopper, rozpoczyna oficjalne śledztwo w sprawie zaginięcia. Następnego dnia, w ramach pomocy w poszukiwaniu przyjaciela, Lucas, Dustin i Mike spotykają w lesie dziewczynę nazywaną Jedenastką (oryg. Eleven) mającą nadprzyrodzone umiejętności i wiedzę o dziwnych zdarzeniach w Hawkins. Mieszkańcy Hawkins zbliżają się do prawdy, musząc zmierzyć się nie tylko ze złowrogą rządową agencją, ale też znacznie bardziej podstępną siłą.

### Sezon 2
Zbliża się rocznica zaginięcia Willa, któremu coraz częściej się zdarza kontaktować z drugą stroną. Dostrzega tam nowego potwora, a w końcu zostaje jego żywicielem. W tym czasie Jedenastka mieszka u Hoppera, wyczekując okazji na spotkanie z Mikiem, co prowadzi do kłótni z policjantem. W Hawkins pojawiają się Billy i jego przybrana siostra, Max, która imponuje Lucasowi i Dustinowi.
Dustin znajduje dziwne stworzenie, które szybko rośnie i staje się niebezpieczne. Gdy ta istota ucieka, Dustin i Steve organizują poszukiwania. Tymczasem Hopper prowadzi śledztwo w sprawie gwałtownie obumierających roślin i znajduje podziemne korytarze. Stan Willa pogarsza się, lecz chłopak rysuje mapę podziemi, która pomaga w odnalezieniu policjanta. Telepatyczna więź Willa z potworem, która pozwoliła mu uratować Hoppera, obraca się jednak przeciwko nim - chłopiec, Joyce, Hopper, Mike i lekarze zostają uwięzieni w laboratorium przez młode „demogorgony”.
W tym czasie Jedenastka odwiedza swoją matkę, a następnie szuka swojej „siostry” Kali, która prowadzi wendettę przeciwko ludziom z laboratorium Hawkins. Jane orientuje się jednak w porę, że jej przyjaciele potrzebują pomocy. Gdy wszyscy jednoczą siły, udaje się pokonać potwory, uratować Willa i zamknąć bramę między światami.

### Sezon 3
W 1984 roku Rosjanie próbują otworzyć bramę między światami. Rok później w Hawkins zbudowano galerię handlową Starcourt, przez którą drobne sklepy bankrutują. Wkrótce zaczyna dochodzić do dziwnych zjawisk: magnesy przestają działać, a szczury wyjadają nawóz. Tymi problemami zaczynają zajmować się odpowiednio Joyce i Nancy. Tymczasem Dustin wraca z obozu naukowego i próbując rozmawiać przez radio z nową dziewczyną, przechwytuje tajny rosyjski przekaz.
Mike i Jedenastka spędzają ze sobą tak wiele czasu, że Hopper próbuje ich rozdzielić. Udaje mu się, a jego przybrana córka zaprzyjaźnia się z Max. Dziewczyna nastawia Jedenastkę przeciw Mike’owi i zabiera ją do galerii handlowej. Billy ma wypadek samochodowy i zostaje wciągnięty do piwnicy przez macki potwora. Jedenastka śledzi Billy’ego i podejrzewa, że coś się z nim stało. Przyjaciele dochodzą do wniosku, że El, zamykając bramę między wymiarami, uwięziła na Ziemi część Łupieżcy Umysłów przebywającą wcześniej w ciele Willa, a Billy jest jego żywicielem.
Joyce i Hopper natrafiwszy na ślady Rosjan, porywają jednego z naukowców i z pomocą przyjaciela Hoppera, dowiadują się, że pod centrum handlowym jest baza Rosjan. Dustin, Steve i Robin z kolei rozszyfrowują rosyjski przekaz i z pomocą Eriki, dostają się do rosyjskiej bazy, znajdującej się pod Starcourt.
Jedenastka, z pomocą przyjaciół, stawia czoło Billy’emu, lecz mężczyzna ucieka. Dziewczynie udaje się później skontaktować z Billym, ale przez to zostają znalezieni przez Łupieżcę Umysłów, który rani Jedenastkę i zmusza ich do ucieczki. Czwórce uwięzionych w rosyjskiej bazie udaje się uciec do centrum, gdzie Jedenastka ich ratuje, lecz traci swe moce. Jim, Joyce i Murray docierają do centrum po czym idą do rosyjskiej bazy zamknąć ponownie bramę. W centrum nastolatki walczą z Billym oraz Łupieżcą Umysłów. Joyce zamyka bramę zabijając Łupieżcę Umysłów, tuż po tym jednak jak Billy buntuje się przeciw potworowi i ginie.

### Sezon 4
W ferie wiosenne 1986 w Hawkins zaczyna dochodzić do tajemniczych morderstw. Zostaje o nie obwiniony Eddie, nowy znajomy bohaterów, którzy próbują go ochronić. Mike jedzie do Kalifornii, gdzie Jedenastka mieszka z Byersami. Wkrótce wpadają w kłopoty, gdyż rządowi agenci podejrzewają Jedenastkę o zbrodnie z Hawkins. Joyce dowiaduje się, że Hopper żyje, i rusza mu na ratunek.

## Obsada

### Główna
- Winona Ryder jako Joyce Byers
- David Harbour jako Jim Hopper
- Finn Wolfhard jako Mike Wheeler
- Millie Bobby Brown jako Jedenastka (oryg. Eleven) / Jane Ives
- Gaten Matarazzo jako Dustin Henderson
- Caleb McLaughlin jako Lucas Sinclair
- Natalia Dyer jako Nancy Wheeler
- Charlie Heaton jako Jonathan Byers
- Cara Buono jako Karen Wheeler
- Matthew Modine jako dr Martin Brenner (sezony 1 i 4, drugoplanowo w 2)
- Noah Schnapp jako Will Byers (sezony 2-5, drugoplanowo w 1)
- Sadie Sink jako Max Mayfield (sezony 2-5)
- Joe Keery jako Steve Harrington (sezony 2-5, drugoplanowo w 1)
- Dacre Montgomery jako Billy Hargrove (sezony 2-3, gościnnie w 4)
- Sean Astin jako Bob Newby (sezon 2, gościnnie w 3)
- Paul Reiser jako dr Sam Owens (sezony 2 i 4-5, gościnnie w 3)
- Maya Hawke jako Robin Buckley (sezony 3-5)
- Priah Ferguson jako Erica Sinclair (sezony 3-5, drugoplanowo w 2)
- Brett Gelman jako Murray Bauman (sezony 4-5, drugoplanowo w 2 i 3)[11]

### Drugoplanowa
Wprowadzeni w sezonie pierwszym
- Shannon Purser jako Barbara „Barb” Holland
- Joe Chrest jako Ted Wheeler
- Mark Steger jako Potwór
- Rob Morgan jako komendant Powell
- John Reynolds jako funkcjonariusz Callahan
- Randy Havens jako Scott Clarke
- Aimee Mullins jako Terry Ives
- Catherine Dyer jako Connie Frazier
- Peyton Wich jako Troy
- Cade Jones jako James
- Chester Rushing jako Tommy H.
- Chelsea Talmadge jako Carol
- Anniston i Tinsley Price jako Holly Wheeler
- Tobias Jelinek jako główny agent Narodowego Laboratorium w Hawkins
- Susan Shalhoub Larkin jako Florence

Wprowadzeni w sezonie drugim
- Linnea Berthelsen jako Kali Prasad / Ósemka
- Catherine Curtin jako Claudia Henderson
- Kai L. Green jako Funshine
- James Landry Hébert jako Axel
- Anna Jacoby-Heron jako Dottie
- Gabrielle Maiden jako Mick

Wprowadzeni w sezonie trzecim
- Alec Utgoff jako Aleksiej
- Francesca Reale jako Heather Holloway
- Cary Elwes jako burmistrz Larry Kline
- Michael Park jako Tom Holloway
- Jake Busey jako Bruce Lowe
- Peggy Miley jako Doris Driscoll
- Andrey Ivchenko jako Grigori

Wprowadzeni w sezonie czwartym
- Jamie Campbell Bower jako Henry Creel / Jedynka / Vecna[12]
- Eduardo Franco jako Argyle[13]
- Joseph Quinn jako Eddie Munson[13]
- Sherman Augustus jako ppłk Jack Sullivan[13]
- Mason Dye jako Jason Carver[13]
- Elodie Grace Orkin jako Angela
- Martie Blair jako młoda Jedenastka
- Christian Ganiere jako Dziesiątka
- Tristan Spohn jako Dwójka
- Myles Truitt jako Patrick McKinney
- Tom Wlaschiha[13] jako Dmitrij "Enzo" Antonow
- Nikola Đuričko[13] jako Jurij Ismajłow

### Gościnnie
Wprowadzeni w sezonie pierwszym
- Ross Partridge jako Lonnie Byers
- Chris Sullivan jako Benny Hammond
- Andrew Benator jako naukowiec Laboratorium w Hawkins
- Glennellen Anderson jako Nicole
- Pete Burris jako szef bezpieczeństwa Laboratorium w Hawkins
- Jerri Tubbs jako Diane Hopper
- Amy Seimetz jako Becky Ives
- Elle Graham jako Sara Hopper
- Shawn Levy jako pracownik kostnicy (cameo)

Wprowadzeni w sezonie drugim
- Aaron Muñoz jako pan Holland
- Karen Ceesay jako Sue Sinclair
- Drew Scheid jako kolega Nancy, Steve’a i Jonathana
- Pruitt Taylor Vince jako Ray Carroll
- Arnell Powell jako Charles Sinclair
- Will Chase jako Neil Hargrove
- Jennifer Marshall jako Susan Hargrove
- Joe Davison jako technik Laboratorium w Hawkins
- Madelyn Cline jako Tina
- Abigail Cowen jako Vicki

Wprowadzeni w sezonie trzecim
- Gabriella Pizzolo jako Suzie Bingham
- Allyssa Brooke jako Candice
- Caroline Arapoglou jako Winnie Kline
- Misha Kuznetsov jako pułkownik Ozerow
- John Vodka jako generał Stepanow

Wprowadzeni w sezonie czwartym
- Robert Englund[13] jako Victor Creel
  - Kevin L. Johnson jako młody Victor
- Amybeth McNulty jako Vickie
- Grace Van Dien jako Chrissy Cunningham
- Joel Stoffer jako Wayne Munson
- Tyner Rushing jako Virginia Creel
- Livi Burch jako Alice Creel
- Logan Riley Bruner jako Fred Benson
- Ed Amatrudo jako dyrektor Anthony Hatch
- Audrey Holcomb jako Eden Bingham

## Lista odcinków
| Seria | Seria | Odcinki | Odcinki         | Premiera             |
| ----- | ----- | ------- | --------------- | -------------------- |
|       | 1     | 8       | 8               | 15 lipca 2016        |
|       | 2     | 9       | 9               | 27 października 2017 |
|       | 3     | 8       | 8               | 4 lipca 2019         |
|       | 4     | 9       | 7               | 27 maja 2022         |
| 2     | 4     | 9       | 1 lipca 2022    |                      |
|       | 5     | 8       | 4               | 27 listopada 2025    |
| 3     | 5     | 8       | 26 grudnia 2025 |                      |
| 1     | 5     | 8       | 1 stycznia 2026 |                      |

### Seria 1 (2016)
| Nr | # | Tytuł                                    | Tytuł polski                               | Reżyseria              | Scenariusz                          | Premiera      |
| -- | - | ---------------------------------------- | ------------------------------------------ | ---------------------- | ----------------------------------- | ------------- |
| 1  | 1 | Chapter One: The Vanishing of Will Byers | Rozdział pierwszy: Zniknięcie Willa Byersa | Matt i Ross Dufferowie | Matt i Ross Dufferowie              | 15 lipca 2016 |
| 2  | 2 | Chapter Two: The Weirdo on Maple Street  | Rozdział drugi: Dziwadło na Maple Street   | Matt i Ross Dufferowie | Matt i Ross Dufferowie              | 15 lipca 2016 |
| 3  | 3 | Chapter Three: Holly, Jolly              | Rozdział trzeci: Wśród nocnej ciszy        | Shawn Levy             | Jessica Mecklenburg                 | 15 lipca 2016 |
| 4  | 4 | Chapter Four: The Body                   | Rozdział czwarty: Ciało                    | Shawn Levy             | Justin Doble                        | 15 lipca 2016 |
| 5  | 5 | Chapter Five: The Flea and the Acrobat   | Rozdział piąty: Pchła i akrobata           | Matt i Ross Dufferowie | Alison Tatlock                      | 15 lipca 2016 |
| 6  | 6 | Chapter Six: The Monster                 | Rozdział szósty: Potwór                    | Matt i Ross Dufferowie | Jessie Nickson-Lopez                | 15 lipca 2016 |
| 7  | 7 | Chapter Seven: The Bathtub               | Rozdział siódmy: Wanna                     | Matt i Ross Dufferowie | Justin Doble                        | 15 lipca 2016 |
| 8  | 8 | Chapter Eight: The Upside Down           | Rozdział ósmy: Po drugiej stronie          | Matt i Ross Dufferowie | Matt i Ross Dufferowie Paul Dichter | 15 lipca 2016 |

### Seria 2 (2017)
| Nr | # | Tytuł                              | Tytuł polski                                  | Reżyseria              | Scenariusz             | Premiera             |
| -- | - | ---------------------------------- | --------------------------------------------- | ---------------------- | ---------------------- | -------------------- |
| 9  | 1 | Chapter One: MADMAX                | Rozdział pierwszy: MAD MAX                    | Matt i Ross Dufferowie | Matt i Ross Dufferowie | 27 października 2017 |
| 10 | 2 | Chapter Two: Trick or Treat, Freak | Rozdział drugi: Cukierek albo psikus, dziwaku | Matt i Ross Dufferowie | Matt i Ross Dufferowie | 27 października 2017 |
| 11 | 3 | Chapter Three: The Pollywog        | Rozdział trzeci: Kijanka                      | Shawn Levy             | Justin Doble           | 27 października 2017 |
| 12 | 4 | Chapter Four: Will the Wise        | Rozdział czwarty: Will Roztropny              | Shawn Levy             | Paul Dichter           | 27 października 2017 |
| 13 | 5 | Chapter Five: Dig Dug              | Rozdział piąty: Dig Dug                       | Andrew Stanton         | Jessie Nickson-Lopez   | 27 października 2017 |
| 14 | 6 | Chapter Six: The Spy               | Rozdział szósty: Szpieg                       | Andrew Stanton         | Kate Trefey            | 27 października 2017 |
| 15 | 7 | Chapter Seven: The Lost Sister     | Rozdział siódmy: Zaginiona siostra            | Rebecca Thomas         | Justin Doble           | 27 października 2017 |
| 16 | 8 | Chapter Eight: The Mind Flayer     | Rozdział ósmy: Łupieżca Umysłów               | Matt i Ross Dufferowie | Matt i Ross Dufferowie | 27 października 2017 |
| 17 | 9 | Chapter Nine: The Gate             | Rozdział dziewiąty: Przejście                 | Matt i Ross Dufferowie | Matt i Ross Dufferowie | 27 października 2017 |

### Seria 3 (2019)
| Nr | # | Tytuł                                             | Tytuł polski                                   | Reżyseria              | Scenariusz             | Premiera     |
| -- | - | ------------------------------------------------- | ---------------------------------------------- | ---------------------- | ---------------------- | ------------ |
| 18 | 1 | Chapter One: Suzie, Do You Copy?                  | Rozdział pierwszy: Suzie, słyszysz mnie?       | Matt i Ross Dufferowie | Matt i Ross Dufferowie | 4 lipca 2019 |
| 19 | 2 | Chapter Two: The Mall Rats                        | Rozdział drugi: Szczury z supermarketu         | Matt i Ross Dufferowie | Matt i Ross Dufferowie | 4 lipca 2019 |
| 20 | 3 | Chapter Three: The Case of the Missing Life Guard | Rozdział trzeci: Sprawa zaginionej ratowniczki | Shawn Levy             | William Bridges        | 4 lipca 2019 |
| 21 | 4 | Chapter Four: The Sauna Test                      | Rozdział czwarty: Próba sauny                  | Shawn Levy             | Kate Trefey            | 4 lipca 2019 |
| 22 | 5 | Chapter Five: The Flayed                          | Rozdział piąty: Złupieni                       | Uta Briesewitz         | Paul Dichter           | 4 lipca 2019 |
| 23 | 6 | Chapter Six: E Pluribus Unum                      | Rozdział szósty: E pluribus unum               | Uta Briesewitz         | Curtis Gwinn           | 4 lipca 2019 |
| 24 | 7 | Chapter Seven: The Bite                           | Rozdział siódmy: Ukąszenie                     | Matt i Ross Dufferowie | Matt i Ross Dufferowie | 4 lipca 2019 |
| 25 | 8 | Chapter Eight: The Battle of Starcourt            | Rozdział ósmy: Bitwa o Starcourt               | Matt i Ross Dufferowie | Matt i Ross Dufferowie | 4 lipca 2019 |

### Seria 4 (2022)
| Nr      | #       | Tytuł                                        | Tytuł polski                              | Reżyseria              | Scenariusz             | Premiera     |
| Część 1 | Część 1 | Część 1                                      | Część 1                                   | Część 1                | Część 1                | Część 1      |
| ------- | ------- | -------------------------------------------- | ----------------------------------------- | ---------------------- | ---------------------- | ------------ |
| 26      | 1       | Chapter One: The Hellfire Club               | Rozdział pierwszy: Klub Ognia Piekielnego | Matt i Ross Dufferowie | Matt i Ross Dufferowie | 27 maja 2022 |
| 27      | 2       | Chapter Two: Vecna's Curse                   | Rozdział drugi: Klątwa Vecny              | Matt i Ross Dufferowie | Matt i Ross Dufferowie | 27 maja 2022 |
| 28      | 3       | Chapter Three: The Monster and the Superhero | Rozdział trzeci: Potwór i superbohaterka  | Shawn Levy             | Caitlin Schneiderhan   | 27 maja 2022 |
| 29      | 4       | Chapter Four: Dear Billy                     | Rozdział czwarty: Drogi Billy             | Shawn Levy             | Paul Dichter           | 27 maja 2022 |
| 30      | 5       | Chapter Five: The Nina Project               | Rozdział piąty: Projekt Nina              | Nimród Antal           | Kate Trefry            | 27 maja 2022 |
| 31      | 6       | Chapter Six: The Dive                        | Rozdział szósty: W głąb                   | Nimród Antal           | Curtis Gwinn           | 27 maja 2022 |
| 32      | 7       | Chapter Seven: The Massacre at Hawkins Lab   | Rozdział siódmy: Masakra w laboratorium   | Matt i Ross Dufferowie | Matt i Ross Dufferowie | 27 maja 2022 |
| Część 2 |         |                                              |                                           |                        |                        |              |
| 33      | 8       | Chapter Eight: Papa                          | Rozdział ósmy: Tata                       | Matt i Ross Dufferowie | Matt i Ross Dufferowie | 1 lipca 2022 |
| 34      | 9       | Chapter Nine: The Piggyback                  | Rozdział dziewiąty: Na gapę               | Matt i Ross Dufferowie | Matt i Ross Dufferowie | 1 lipca 2022 |

### Seria 5 (2025)
| Nr      | #       | Tytuł                             | Tytuł polski                         | Reżyseria              | Scenariusz             | Premiera          |
| Część 1 | Część 1 | Część 1                           | Część 1                              | Część 1                | Część 1                | Część 1           |
| ------- | ------- | --------------------------------- | ------------------------------------ | ---------------------- | ---------------------- | ----------------- |
| 35      | 1       | Chapter One: The Crawl            | Rozdział pierwszy: Odsiecz           | Matt i Ross Dufferowie | Matt i Ross Dufferowie | 27 listopada 2025 |
| 36      | 2       | Chapter Two: The Vanishing of ... | Rozdział drugi: Zniknięcie ...       | Matt i Ross Dufferowie | Matt i Ross Dufferowie | 27 listopada 2025 |
| 37      | 3       | Chapter Three: The Turnbow Trap   | Rozdział trzeci: Pułapka u Turnbowów |                        | Caitlin Schneiderhan   | 27 listopada 2025 |
| 38      | 4       | Chapter Four: Sorcerer            | Rozdział czwarty: Czarownik          |                        | Paul Dichter           | 27 listopada 2025 |
| Część 2 |         |                                   |                                      |                        |                        |                   |
| 39      | 5       | Chapter Five: Shock Jock          | Rozdział piąty: Elektrowstrząs       |                        | Curtis Gwinn           | 26 grudnia 2025   |
| 40      | 6       | Chapter Six: Escape from Camazotz | Rozdział szósty: Ucieczka z Camazotz |                        | Kate Trefry            | 26 grudnia 2025   |
| 41      | 7       | Chapter Seven: The Bridge         | Rozdział siódmy: Most                |                        | Matt i Ross Dufferowie | 26 grudnia 2025   |
| Finał   |         |                                   |                                      |                        |                        |                   |
| 42      | 8       | Chapter Eight: The Rightside Up   | Rozdział ósmy: Ta strona             | Matt i Ross Dufferowie | Matt i Ross Dufferowie | 1 stycznia 2026   |

## Produkcja
W pierwszym dniu emisji serialu Netflix zamówił drugą serię, której premiera początkowo miała nastąpić 31 października 2017 roku, jednak później jej data została zmieniona na 27 października 2017. Trzecia odsłona serialu pojawiła się na serwisie Netflix 4 lipca 2019. 17 lutego 2022 roku, ujawniona została data premiery 4 sezonu, podzielonego na dwie części (27 maja 2022 oraz 1 lipca 2022). Twórcy opublikowali również list do fanów, potwierdzając zamówienie 5. sezonu serialu, który będzie jego ostatnim.

## Odbiór
Serial spotkał się z pozytywnym przyjęciem ze strony krytyków. W serwisie Rotten Tomatoes 97% z 92 recenzji pierwszej serii zostało uznane za pozytywne, a średnia ważona ocen wystawionych na ich podstawie wyniosła 8.2/10. Serial został w serwisie podsumowany stwierdzeniem: „Ekscytujący, chwytający za serce, momentami przerażający – Stranger Things to uzależniający hołd złożony filmom Spielberga i telewizji lat 80.”. W serwisie Metacritic średnia ocen na podstawie trzydziestu czterech recenzji pierwszej serii wynosi 76/100.